# Дорогая Памела (пьеса)
«Дорогая Памела», или «Как бы нам пришить старушку» (англ. Everybody Loves Opal) — одна из самых известных пьес Джона Патрика, написанная в 1961 году. Критики и театроведы единогласно считают её типично американской рождественской сказкой-притчей о всепобеждающей силе добра.

## Персонажи
- Памела Кронки
- Сол Бозо
- Брэд Виннер
- Глория Гулок
- Джо Янки
- Врач
- Человек от театра

## Сюжет
Памела — одинокая старушка со своими причудами. Её муж погиб, дочь тоже, больше родственников нет. Свои дни она доживает в захламлённом подвале огромного дома. От прошлой, довольно обеспеченной жизни у старушки ничего не осталось, кроме воспоминаний, но Памелу, по всей видимости, такое положение дел устраивает. У неё есть кот, с которым она без устали болтает и которого балует. А ещё у неё есть Бог. С ним она ведёт задушевные беседы и даже шлёт ему открытки к Рождеству. И всё так бы и продолжалось — Памела беседовала с Богом и тихо доживала свои дни, — если бы однажды не встретила таких же, как она, — выброшенных на обочину жизни людей.
Волей обстоятельств и к великой радости Памелы все трое — потерявший из-за болезни работу талантливый инженер, его подружка и бывший работник типографии — поселяются в её жилище. Они представляются специалистами по выпуску французских духов и предлагают Памеле совместный бизнес. Ловко провернув дело со страховкой Памелы на приличную сумму, аферисты решают побыстрее заполучить эти денежки. И для этого необходимо избавиться от старушки…
Пьесу Джона Патрика «Дорогая Памела» (второе название — «Как бы нам пришить старушку») критики единогласно считают типично американской рождественской сказкой-притчей. Она и грустная, и смешная одновременно. Таков человек — сначала разрушает и убивает, затем теряет все нажитое, а потом кается. Понятно, что святым быть невозможно — ошибаются все и порой очень сильно. А Памела сумела в этом жестоком мире сохранить жизненную мудрость и любовь к людям.

## Первая постановка в СССР
Первая постановка в СССР состоялась в театре Ленком в 1984 году. Спектакль имел «звездный состав» — А. Абдулов, И. Алферова, А. Леонов, Т. Кравченко.

## Экранизация
В 1985 году была снят фильм-спектакль. Режиссёр — Пётр Штейн.
В ролях:
- Памела Кронки — Елена Фадеева
- Сол Бозо — Борис Беккер
- Брэд Виннер — Александр Абдулов
- Глория Гулок — Татьяна Кравченко
- Джо Янки — Григорий Костельцев
- Врач — Николай Скоробогатов
- Человек от театра — Владимир Белоусов
- Санитар 1 — Андрей Леонов
- Санитар 2 — Николай Шушарин
- В прологе — у входа в театр, в финале — аплодирующий — Григорий Горин